# Династія Сеунів
Династія Сеунів (маратхі:देवगिरीचे यादव; 850 —1317 роки) — династія у центральній та півдінній Індії зі столицею в Девагірі, яка прийшла на зміну державі Західним Чалук'ям. у часи розквіту займала землі, що охоплювали сучасний штат Махараштру, північ Карнатаки, Мадх'я-Прадеш. Запеклу боротьбу вели з делійським султанатом. Були знищені у 1317 році.

## Історія
Представники цієї династії претендували на походження від Яди, предка Крішни — звідси інша назва династії: Ядави. Тривалий час були данниками держав Раштракутів та Західних Чалук'їв. Разом з ними воювали проти раджпутів та імперії Чола.
З послаблення на початку XII ст. Західних Чалук'їв розпочали боротьбу за незалежність. Втім цього вдалося домогтися лише за правління магараджи Бхілама V, який у 1190 році захопив столицю Чалук'їв — Кальяні, а згодом заснував свою столицю Девагірі. Повсяк час Сеунам доводилося боротися проти своїх сусідів — Какатіїв, Парамарів, Соланків, Хойсалів. Найбільшої могутності Сеуни досягли за правління махараджи Сінгхані II. Йому підкорявся не тільки західний Декан, але і Гуджарат.
Втім за магараджи Рамачандри Сеуни змушені були підкоритися Ала-ад-діну у 1294 році, але не змирився зі своїм приниженням і в 1307 році знову зазнав поразки від військ делійського султанату. Був відвезений в Делі. Потім знову посаджений на трон у 1308 році і надав мусульманській армії допомогу в організації ще більш глибокого походу на південь — проти Хойсалів. Його син Сінгхана III знову викликав незадоволення султана і в 1313 році був повалений і вбитий. Однак у 1317 році почалося повстання проти мусульман, очолене зятем Рамачандри, і тільки тоді держава Ядавов остаточно перестала існувати.

## Культура
За часи Сеунів розвивалася література мовами маратхі та каннада, водночас продовжували створюватися твори санскритом.
При дворі Сеунів жили Саран-гадхара, автор трактату про музику, астрономи Чангадева і Анантадев. Міністром Махадеви був Хемадрі — упорядник компендіуму дхармашастр, коментаря до медичного трактату, автор багатьох інших творів, архітектор, з ім'ям якого пов'язано будівництво безлічі храмів у Декані.
При Рамачандрі в Девагірі творив Джнянешвара — великий маратхський святий, коментатор «Бхагавад-гіти» мовою маратхі.